# 員山庄
員山庄為臺灣日治時期1920年10月至1945年10月間存在之行政區，轄屬台北州宜蘭郡。今宜蘭縣員山鄉（不含中華村）。

## 行政區劃
員山庄在清治時期及日治時期初期原屬員山堡、浮洲堡的庄及蕃地，在1896年6月23日隸屬臺北縣宜蘭支廳，在1897年6月10日隸屬宜蘭廳。1898年6月28日，員山堡及浮洲堡的四鬮一庄、四鬮二庄、四鬮三庄隸屬「宜蘭辨務署」，浮洲堡其他地區隸屬「羅東辨務署」；同年7月15日，浮洲堡隸屬羅東辨務署的地區改隸新設的「羅東辨務署叭哩沙支署」。1900年10月1日，宜蘭廳分支機構「辦務署」改為「出張所」；同年12月17日，宜蘭廳實施街庄整併，員山地區整併為以下13庄：
- 員山堡：外員山庄、三鬮庄、深溝庄、珍仔滿力庄、吧荖鬱庄、四鬮庄、大湖庄、內員山庄、結頭份庄、新城庄、枕頭山庄
- 浮洲堡：溪洲、洲仔庄[4]

1901年1月11日，宜蘭廳的區管轄範圍調整，員山地區劃分為第5、8區；同年11月11日，宜蘭廳改設頭圍、羅東、叭哩沙支廳，員山堡隸屬「宜蘭廳直轄」，浮洲堡隸屬「叭哩沙支廳」。1903年5月1日，員山地區改編為第7、8、9區。1905年7月6日，區的名稱由數字改為地名。1909年10月20日，部分宜蘭廳蕃地被併入三鬮庄、大湖庄、枕頭山庄。1920年10月1日，原堡里之行政區廢除，街庄改為大字；前述13庄合併為臺北州宜蘭郡「員山庄」，轄域內分為外員山、內員山、三鬮、四鬮、深溝、珍子滿力、吧荖鬱、大湖、結頭分、新城、枕頭山、溪洲、洲子等13個大字。
- 四鬮大字下有「四鬮一」、「四鬮二」、「四鬮三」小字名
- 珍子滿力大字下有「珍子滿力」、「擺厘」小字名
- 外員山大字下有「員山」、「金包里古」小字名
- 三鬮大字下有「三鬮二」、「大三鬮」、「內湖」小字名
- 洲子大字下有「洲子」、「蚊仔煙埔」小字名
- 大湖大字下有「大湖」、「隘界」、「茄苳林」、「雙連埤」小字名
- 內員山大字下有「內員山」、「中和」、「永廣」小字名
- 新城大字下有「新城」、「鎮平」、「阿蘭城」小字名[4]

1940年10月28日，宜蘭街升格為宜蘭市，四鬮、珍子滿力併入宜蘭市（現為宜蘭市的進士聯合里，該聯合里東部除外，其屬壯圍）。二戰後，員山庄在1946年改為臺北縣宜蘭區員山鄉，在1950年改為宜蘭縣員山鄉。
| 原街庄                                     | 1901年 | 1903年 | 1905年-1920年 | 1905年-1920年 | 1920年-1940年 | 1920年-1940年 | 1946年- |
| 原街庄                                     | 區     | 區     | 區            | 街庄          | 街庄          | 大字          | 鄉鎮    |
| ------------------------------------------ | ------ | ------ | ------------- | ------------- | ------------- | ------------- | ------- |
| 四鬮一庄、四鬮二庄、四鬮三庄、壯二庄(部分) | 第5區  | 第7區  | 外員山區      | 四鬮庄        | 員山庄        | 四鬮          | 宜蘭市  |
| 珍仔滿力庄、珍仔滿力社、擺厘庄、擺厘社     | 第5區  | 第7區  | 外員山區      | 珍仔滿力庄    | 員山庄        | 珍子滿力      | 宜蘭市  |
| 外員山庄、金古庄                           | 第5區  | 第7區  | 外員山區      | 外員山庄      | 員山庄        | 外員山        | 員山鄉  |
| 茄苳林庄(部分)、大三鬮庄、三鬮庄二         | 第5區  | 第7區  | 外員山區      | 三鬮庄        | 員山庄        | 三鬮          | 員山鄉  |
| 上深溝庄、下深溝庄                         | 第5區  | 第7區  | 外員山區      | 深溝庄        | 員山庄        | 深溝          | 員山鄉  |
| 吧荖鬱庄                                   | 第5區  | 第7區  | 外員山區      | 吧荖鬱庄      | 員山庄        | 吧荖鬱        | 員山鄉  |
| 內員山庄、中和庄、永廣庄                   | 第5區  | 第8區  | 內員山區      | 內員山庄      | 員山庄        | 內員山        | 員山鄉  |
| 大湖庄、隘界庄、蜊仔埤庄、茄苳林庄(部分)   | 第5區  | 第8區  | 內員山區      | 大湖庄        | 員山庄        | 大湖          | 員山鄉  |
| 結頭份庄                                   | 第5區  | 第8區  | 內員山區      | 結頭份庄      | 員山庄        | 結頭分        | 員山鄉  |
| 新城庄、鎮平庄、阿蘭城庄                   | 第5區  | 第8區  | 內員山區      | 新城庄        | 員山庄        | 新城          | 員山鄉  |
| 枕頭山庄、連后庄                           | 第5區  | 第8區  | 內員山區      | 枕頭山庄      | 員山庄        | 枕頭山        | 員山鄉  |
| 溪洲庄                                     | 第8區  | 第9區  | 浮洲區        | 溪洲庄        | 員山庄        | 溪洲          | 員山鄉  |
| 洲仔庄、蚊仔烟埔庄                         | 第8區  | 第9區  | 浮洲區        | 洲仔庄        | 員山庄        | 洲子          | 員山鄉  |

## 庄長
- 黃鳳鳴：1920年至1921年（曾任宜蘭廳稅務課技手）
- 朱再枝：1922年至1933年
- 高野五郎：1934年至1937年（原任內務部勸業課森林主事，後任銅鑼庄長）
- 門覺雄：1938年至1942年（曾任宜蘭郡役所庶務課雇）
- 伊藤哲二：1943年至1945年[10]

## 人口
| 大字別   | 內地人 | 台灣人 | 中華民國人 | 小計(人) |
| -------- | ------ | ------ | ---------- | -------- |
| 外員山   | 31     | 1,863  | 1          | 1,895    |
| 三鬮     | 4      | 2,001  | 7          | 2,012    |
| 深溝     | 8      | 1,318  |            | 1,326    |
| 珍子滿力 | 20     | 1,013  |            | 1,033    |
| 吧荖鬱   |        | 1,090  |            | 1,090    |
| 四鬮     |        | 1,593  |            | 1,593    |
| 大湖     | 7      | 4,478  | 1          | 4,486    |
| 內員山   | 23     | 1,214  | 6          | 1,243    |
| 結頭分   |        | 774    |            | 774      |
| 新城     |        | 1,681  | 2          | 1,683    |
| 枕頭山   |        | 1,481  |            | 1,481    |
| 溪洲     |        | 1,074  |            | 1,074    |
| 洲子     |        | 462    | 11         | 473      |
| 小計     | 93     | 20,042 | 28         | 20,163   |

## 設施
- 員山庄役場員山庄役場

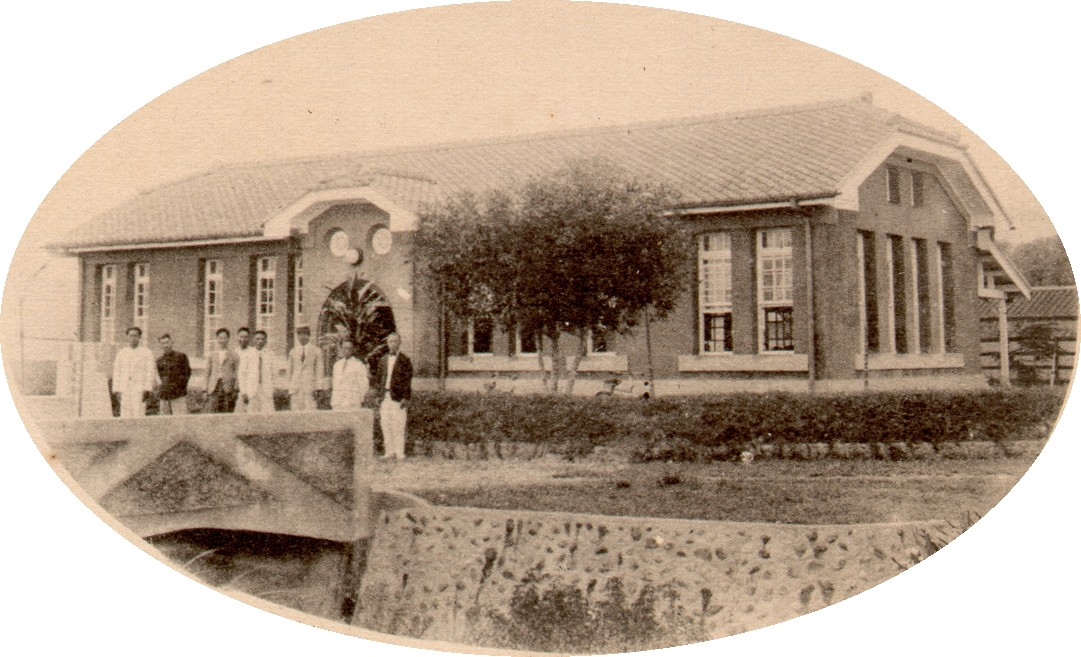
員山庄役場

- 員山第一公學校→員山國民學校（今員山國小）
- 員山第二公學校→宜蘭南國民學校（今育才國小）

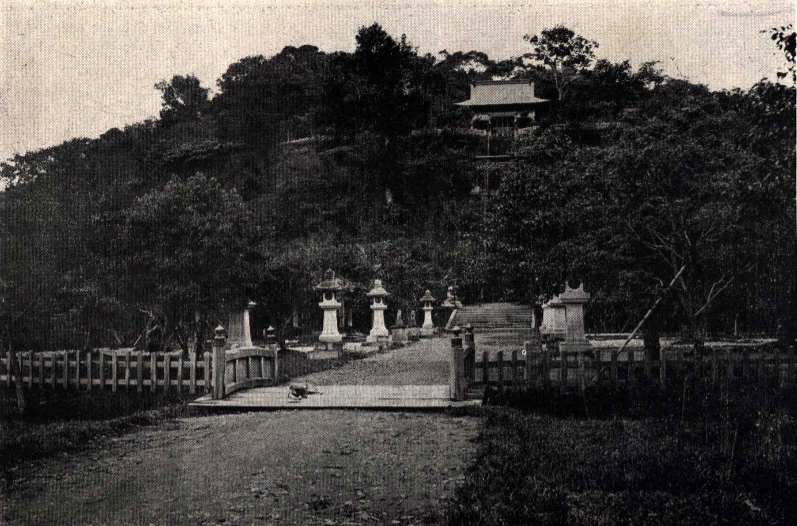
宜蘭神社

- 深溝國民學校（今深溝國小）
- 宜蘭神社宜蘭神社
- 員山溫泉
- 宜蘭水道